# Bijeli paun
Bijeli paun je ime prvog romana Davida Herberta Lawrencea. U njemu se opisuje lik lugara koji je preteča Mellorsa.[Tko je Mellors?]